# The Kinslayer
The Kinslayer – szósty singel fińskiego zespołu Nightwish wykonującego metal symfoniczny, a także pierwszy singel pochodzący z albumu Wishmaster, wydany jedynie w formacie digital download. Utwór został napisany przez klawiszowca i lidera zespołu, Tuomasa Holopainena. Tekst nawiązuje do Masakry w Columbine High School. Mówiony dialog w środku utworu (wykonywany przez Tarję Turunen i Ike Vila z zespołu Babylon Whores) jest cytatem zdań wypowiadanych przez zabójców i uczniów szkoły podczas strzelaniny. Słowa zawierają także zwrot z Burzy Williama Szekspira (Good wombs hath borne bad sons.), podobno napisany przez zabójcę Erica Harrisa w kalendarzu z 1999 roku pod datą dnia matki.

## Lista utworów
1. „The Kinslayer” – 3:59

## Skład
- Tarja Turunen – wokal prowadzący
- Tuomas Holopainen – instrumenty klawiszowe
- Erno Vuorinen – gitara
- Jukka Nevalainen – perkusja
- Sami Vänskä – gitara basowa
- Ike Vil – partie mówione